# 布雷肯比肯斯
布雷肯比肯斯（英語：Brecon Beacons）是位於英國威爾斯南部的一個山脈，南威爾斯的最高峰佩尼范峰就是布雷肯比肯斯的一部分。布雷肯比肯斯的大部分地區屬於布雷肯比肯斯國家公園。狹義的布雷肯比肯斯山脈主要包括六座高峰。

## 外部連結

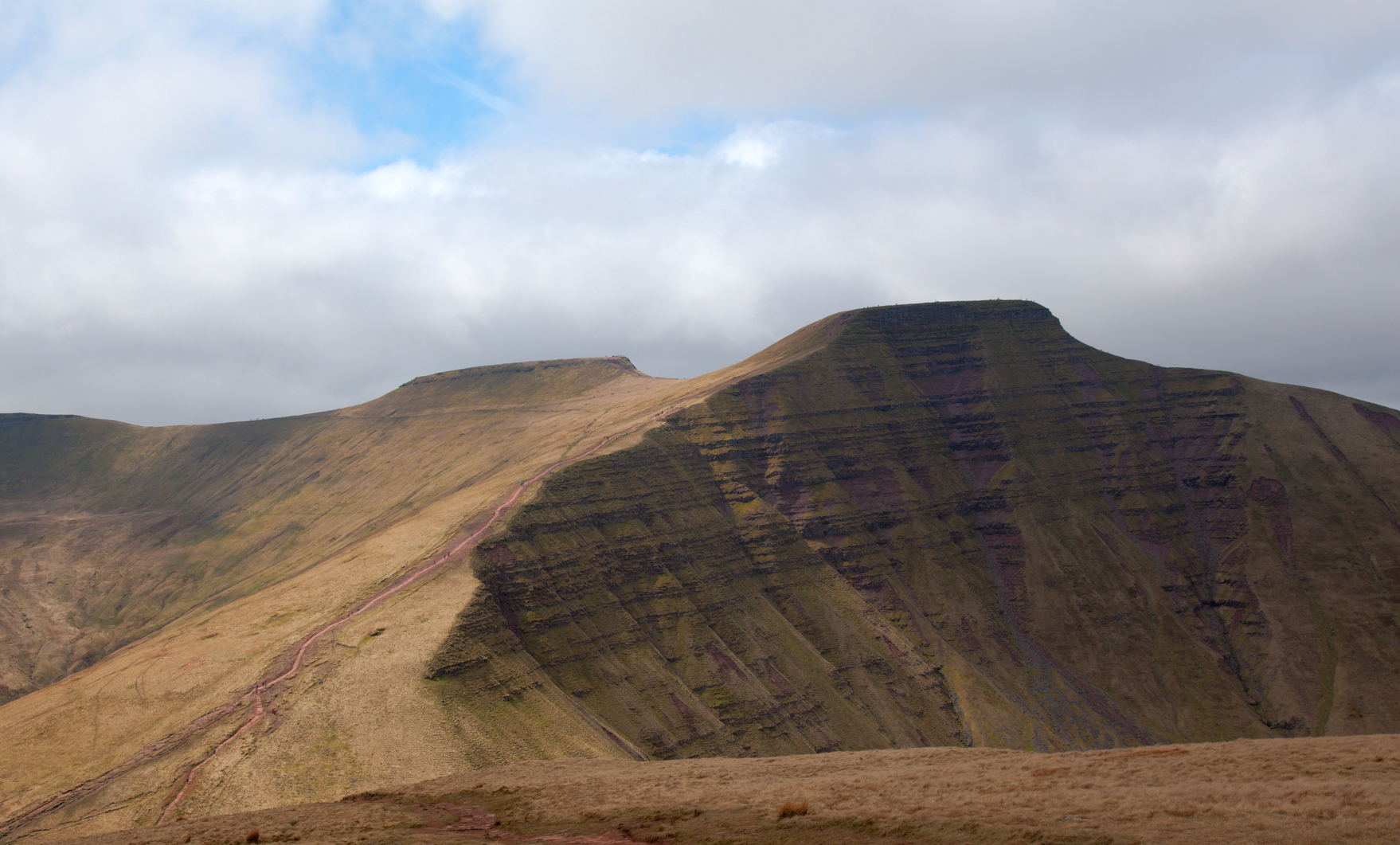
布雷肯比肯斯

- Tourist Information Brecon Beacons Park, Official Brecon Beacons Tourism Association

51°53′N 3°26′W / 51.883°N 3.433°W